# إدي داير
إدي داير (بالإنجليزية: Eddie Dyer)‏ هو لاعب كرة قاعدة أمريكي، ولد في 11 أكتوبر 1899 في مورغان سيتي في الولايات المتحدة، وتوفي في 20 أبريل 1964 في هيوستن في الولايات المتحدة.